# مصطفی لمرانی
مصطفی لمرانی (انگلیسی: Mustapha Mrani؛ زادهٔ ۲ مارس ۱۹۷۸) بازیکن فوتبال اهل مراکش بود.
از باشگاه‌هایی که در آن بازی کرده‌است می‌توان به باشگاه ورزشی مغرب فاسی اشاره کرد. وی عضو تیم ملی فوتبال مراکش در جام ملت‌های آفریقا ۲۰۱۲ بوده است.